# Tom Daley
Thomas Robert "Tom" Daley, britanski skakalec v vodo * 21. maj 1994, Plymouth, Devon, Anglija.
Prvič je na Olimpijski igrah nastopil leta 2008 v Pekingu in bil najmlajši britanski športnik na teh olimpijskih igrah. Nastopil je v finalu in bil najmlajši olimpijski finalist tistega leta. 
Januarja 2008 je zmagal na prvenstvu Britanije in postal najmlajši zmagovalec na 10-metrski skakalnici v zgodovini (takrat je bil star 15 let). 
Prvi večji uspeh je dosegel na evropskem prvenstvu v Eindhovnu leta 2008, kjer je postal evropski prvak in najmlajši zmagovalec v zgodovini tega tekmovanja. 
V svoji karieri je dosegel dve olimpijski medalji, tri s svetovnih prvenstev in šest z evropskih prvenstev.